# Aderus alboornatus
Aderus alboornatus is een keversoort uit de familie schijnsnoerhalskevers (Aderidae). De wetenschappelijke naam van de soort werd in 1922 gepubliceerd door Maurice Pic.